# Biland
Biland anvendtes i 1800-tallet og begyndelsen af 1900-tallet i reglen for at betegne sådanne dele af en stat, som kun stod i en løsere forbindelse med hovedlandet, idet de
1. ikke var repræsenterede i dettes parlamentariske forsamling og
2. ikke indordnede under den for hovedlandet gældende almindelige retsforfatning.

Udtrykket, der nærmest svarer til fransk dépendance, har i øvrigt ikke nogen bestemt juridisk betydning.
I Danmark (og formentlig under indflydelse herfra i Norge) har det særlig været anvendt om Færøerne, Island og Grønland, men det forekom kun forholdsvis sjældent i officielle aktstykker og blev for eksempel ikke benyttet i loven om Islands forfatningsmæssige stilling i riget.
Ordet er sammensat af forleddet "bi-", der betyder noget mindre betydningsfuldt (her henvisende til den mindre stærke tilknytning til Danmark), og "land" i betydningen "landområde". Ordet anvendes altid ved siden af og som markering af forskellen i forhold til egentlige kolonier.
Ordets oprindelse er uklar. Muligvis skal ordets brug ses i lyset af, at de omtalte områder blev tilknyttet til Danmark via deres tidligere tilknytning til Norge. Senere har man så lagt vægt på, at de (dengang) ikke var repræsenteret i den danske rigsdag.